# Oscar Freire (métro de São Paulo)
Oscar Freire (en portugais : Estação Oscar Freire) est une station de la ligne 4 - Jaune du métro de São Paulo. Elle est accessible par la rue Oscar Freire et l'avenue Rebouças, dans le quartier Jardim Paulista, à São Paulo au Brésil.
La station est mise en service en 2018 par le métro de São Paulo. Elle est exploitée par le concessionnaire ViaQuatro.

## Situation sur le réseau

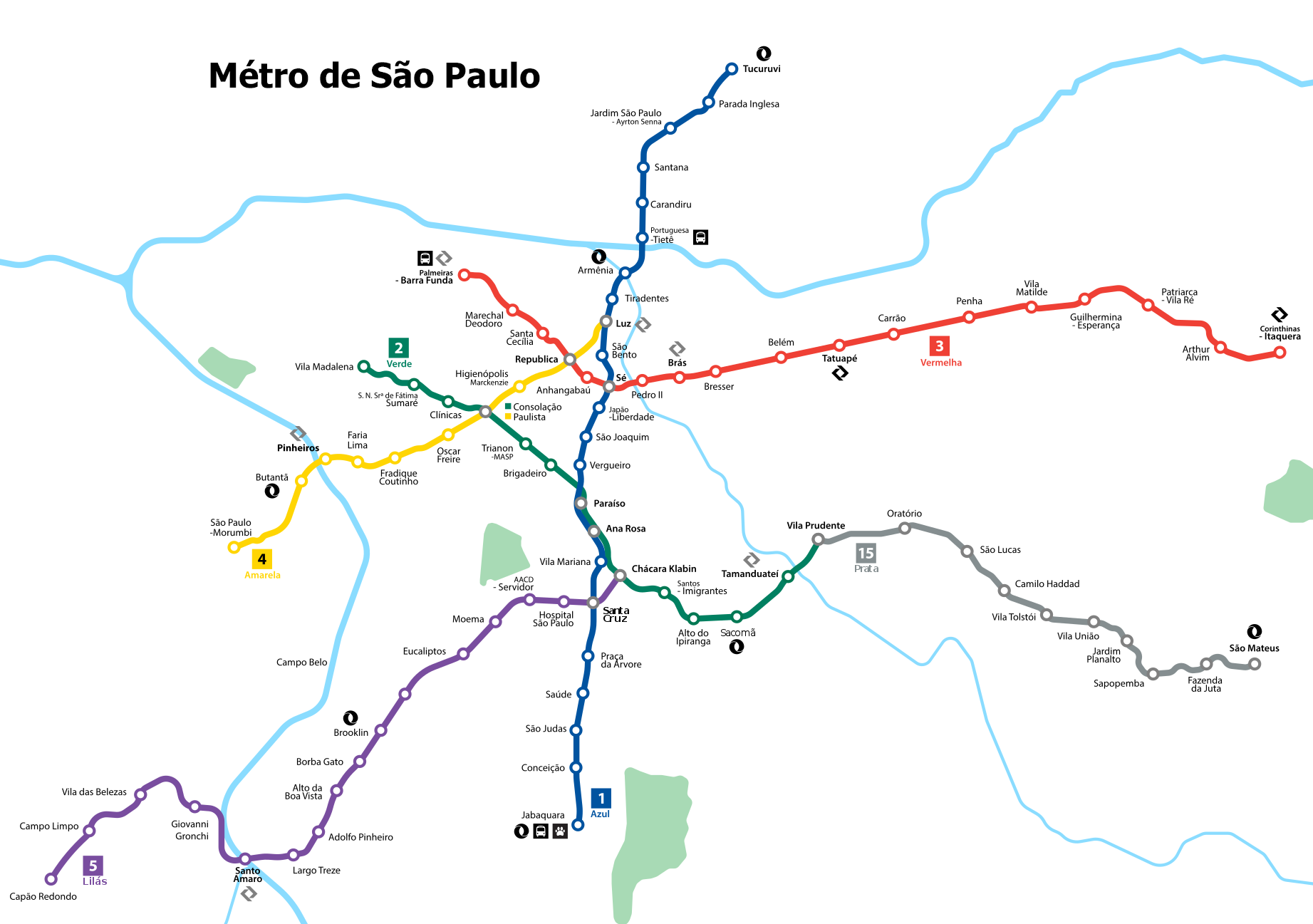
Plan du Métro de São Paulo 2020.

Établie en souterrain, la station Oscar Freire est située sur la ligne 4 du métro de São Paulo (Jaune), entre les stations Paulista, en direction du terminus Luz, et Fradique Coutinho, en direction du terminus Vila Sônia.

## Histoire
Lors de la signature par le Métro, d'un contrat avec le consortium Isolux Corsán-Corviam pour la construction de la de cette section de ligne, la prévision de livraison de la station est 2014. Mais après l'arrêt des chantiers en 2015, un nouvel appel d'offres avec un autre consortium d'entreprises, programme une réouverture des chantiers en 2016 et la livraison de la station à la fin de l'année 2017.
La station Oscar Freire est inaugurée le 4 avril 2018. Elle débute par un service restreint de 10 h 0 à 15 h 0, qui prend fin le 21 avec la desserte ordinaire de la ligne. C'est une station souterraine, située à 24,32 mètres de profondeur, avec une structure en béton apparent et un sol en carrelage avec une signalisation tactile. Elle dispose d'une surface utile de 13 358,17 m2.

Inauguration de la station
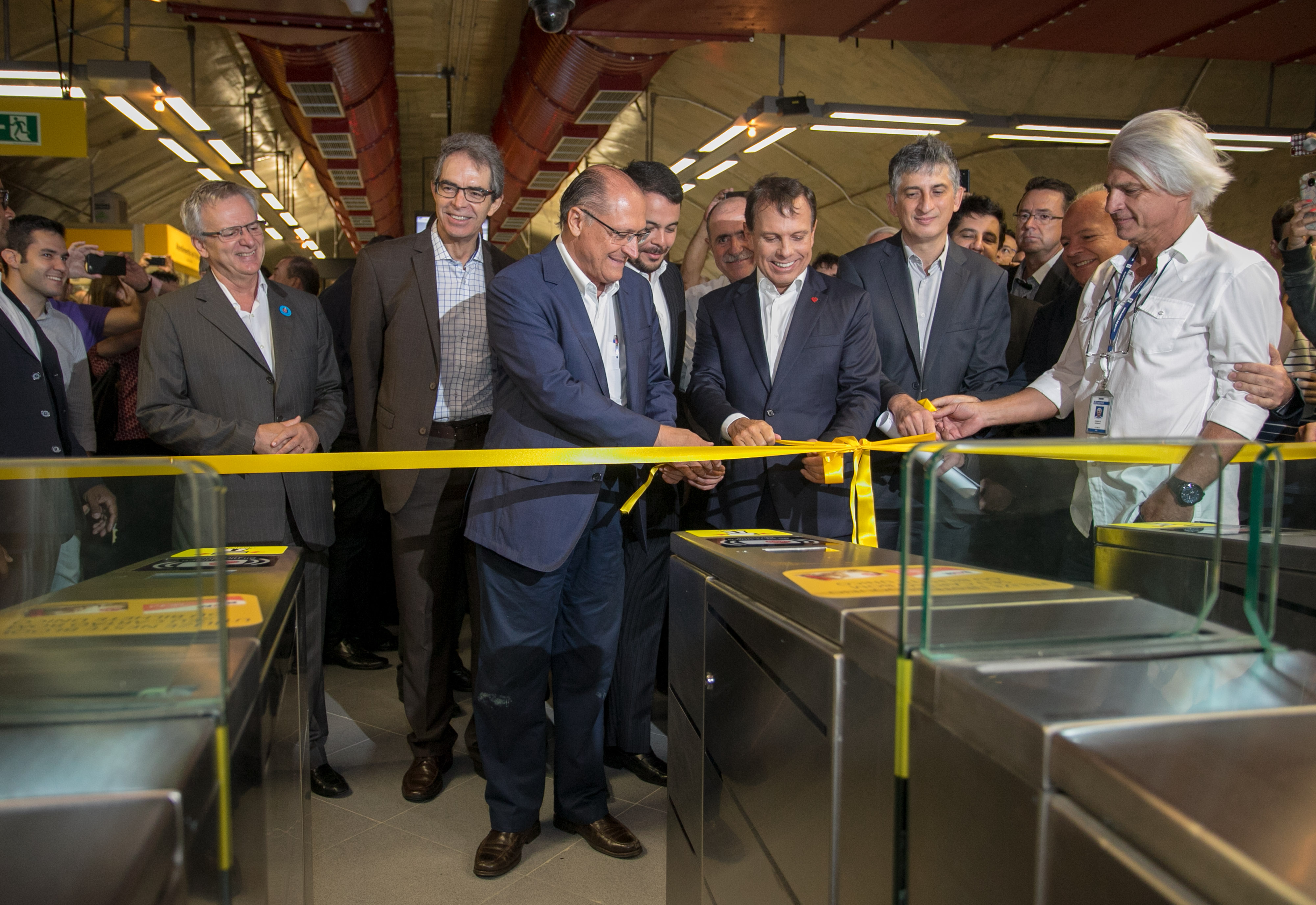
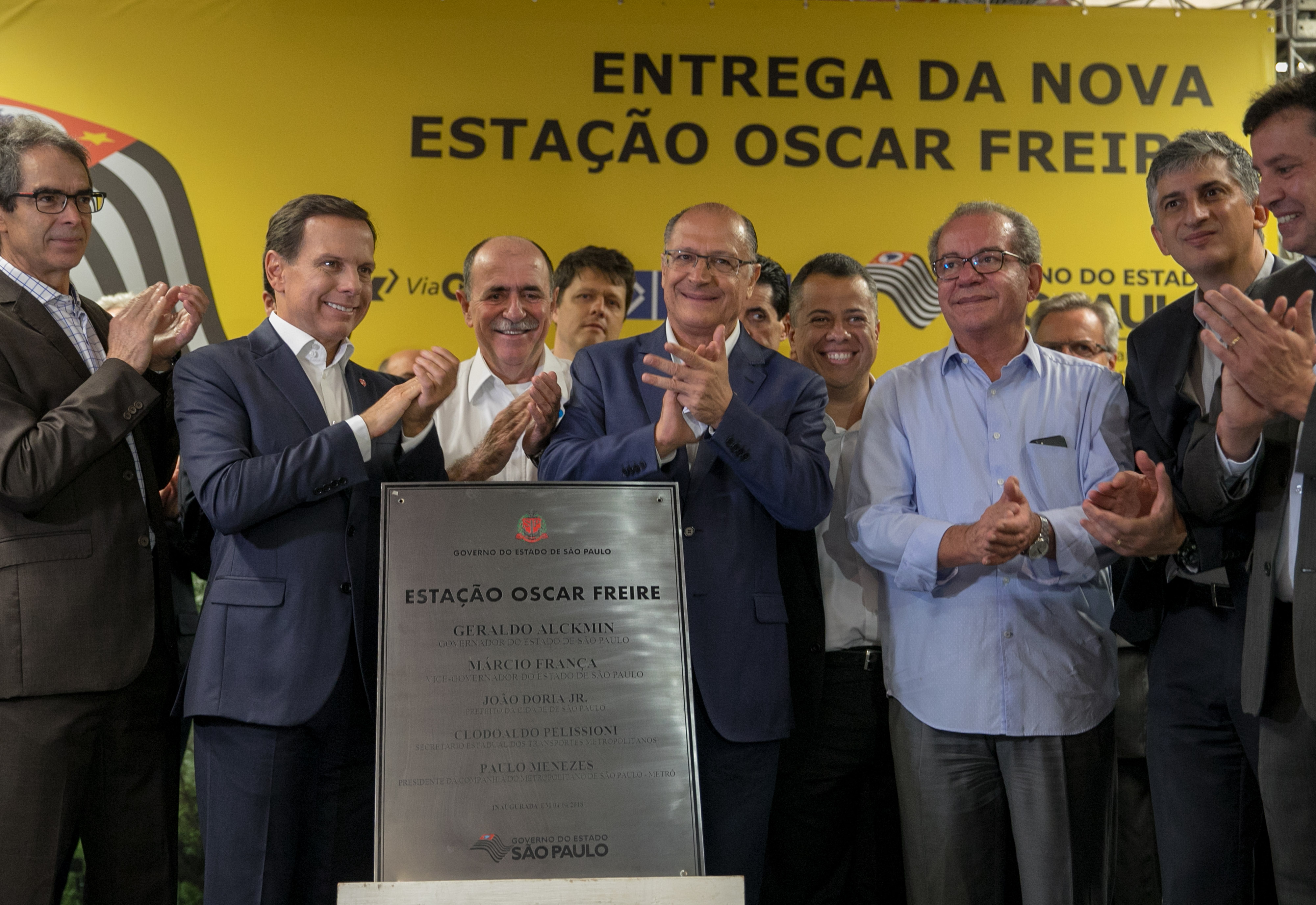
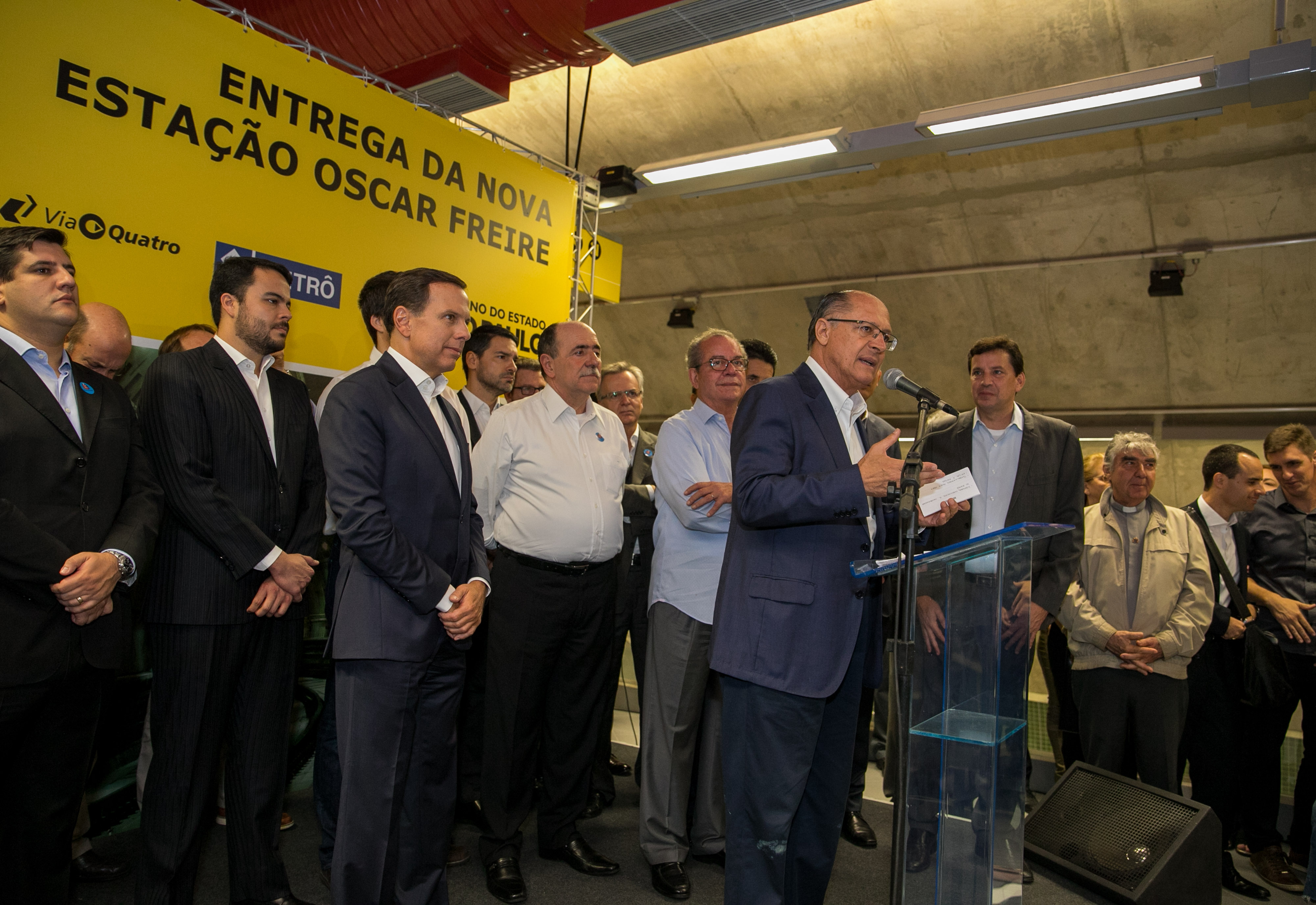

## Services aux voyageurs

### Accès et accueil
La station dispose de deux accès principaux, 1231 rue Oscar Freie et 1097 avenue Rebouças. Un troisième accès dit Acesso Clínicas est située au n°100 de l'avenue Rebouças. Elle est accessible aux personnes à la mobilité réduite.

Installations
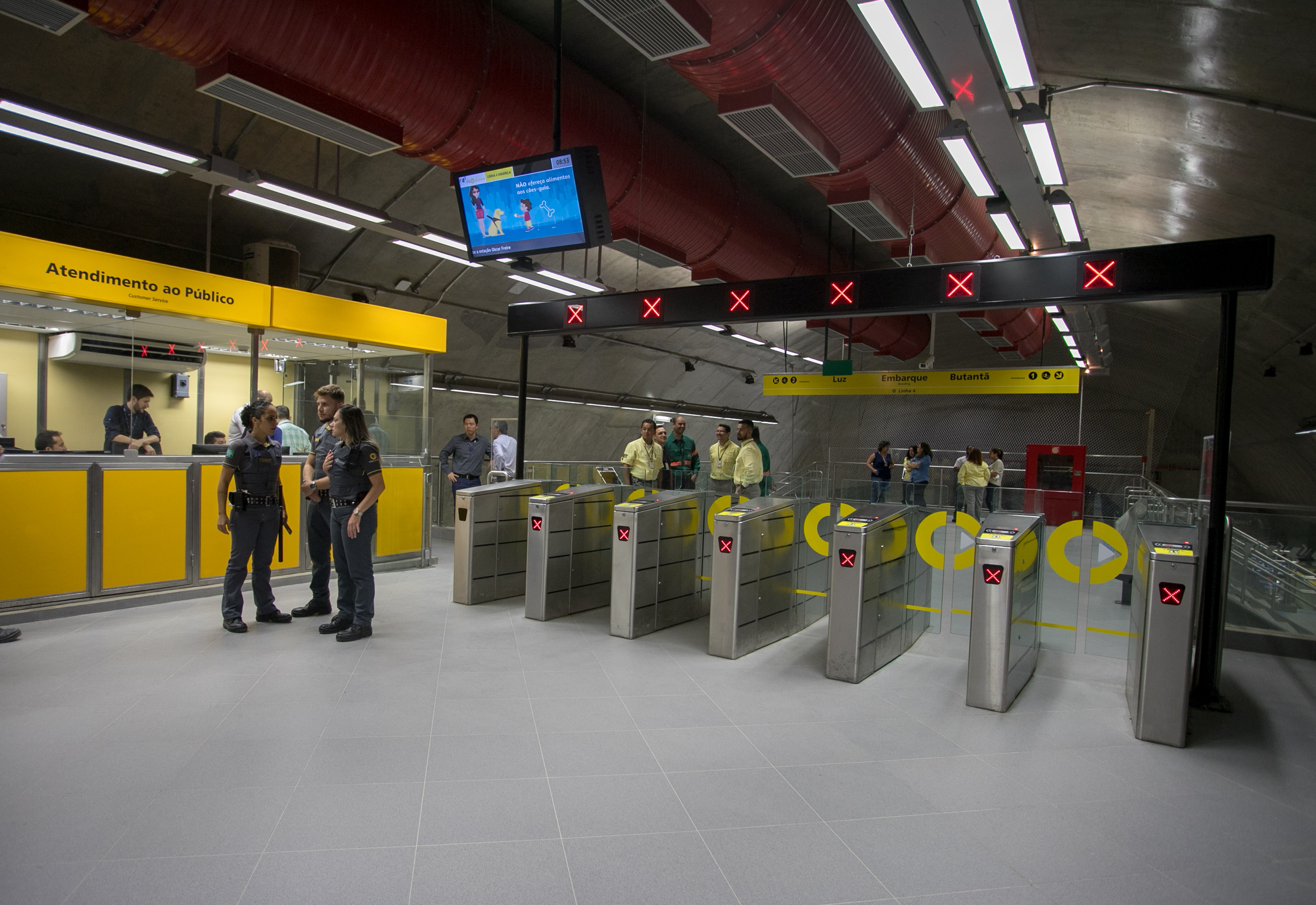
Tourniquets.
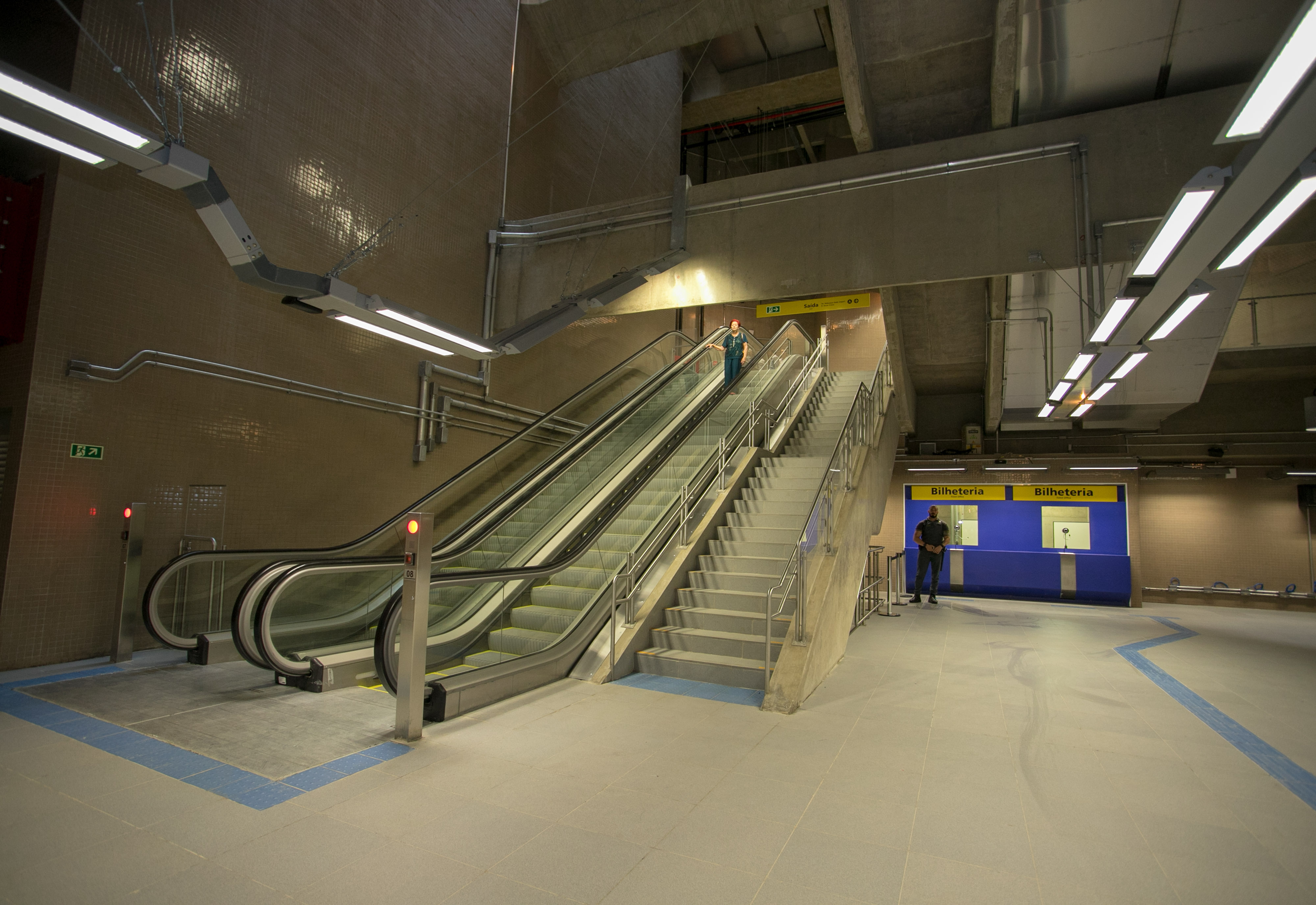
Escaliers.
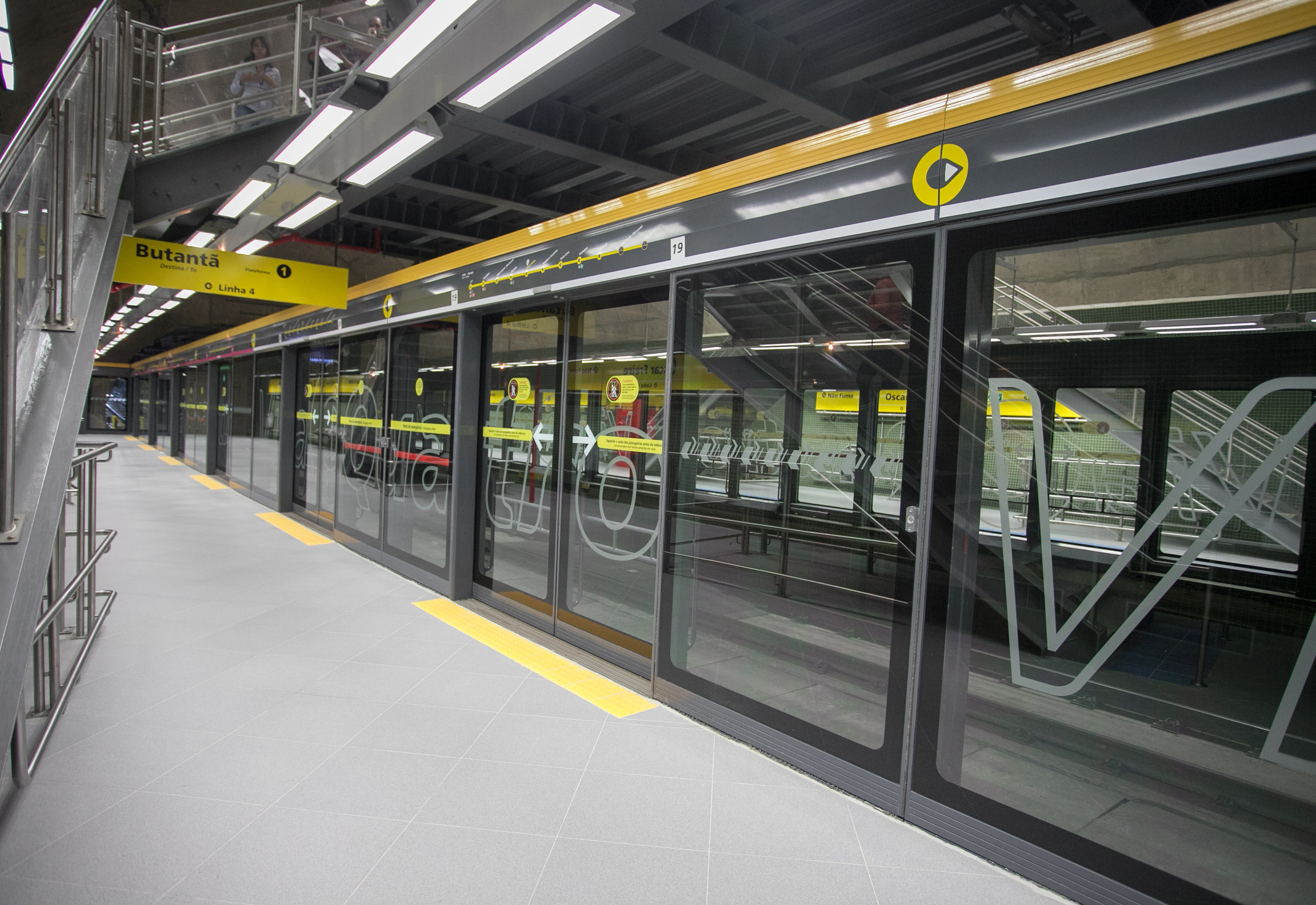
Portes palières.

### Desserte
| Ligne                         | Terminus                  | Stations | Durée du voyage (min) | Intervalle entre les trains (min) | Opération                                                                  |
| ----------------------------- | ------------------------- | -------- | --------------------- | --------------------------------- | -------------------------------------------------------------------------- |
| Ligne 4 du métro de São Paulo | Luz ↔ São Paulo - Morumbi | 10       | 10                    | 2                                 | Tous les jours, de 4 h 40 à 0 h. Les samedis, de 4 h 40 à 1 h le dimanche. |

## À proximité
- Rue Oscar Freire
- Hôpital des Cliniques de São Paulo
- Les Deux Magots São Paulo